# Latowicz

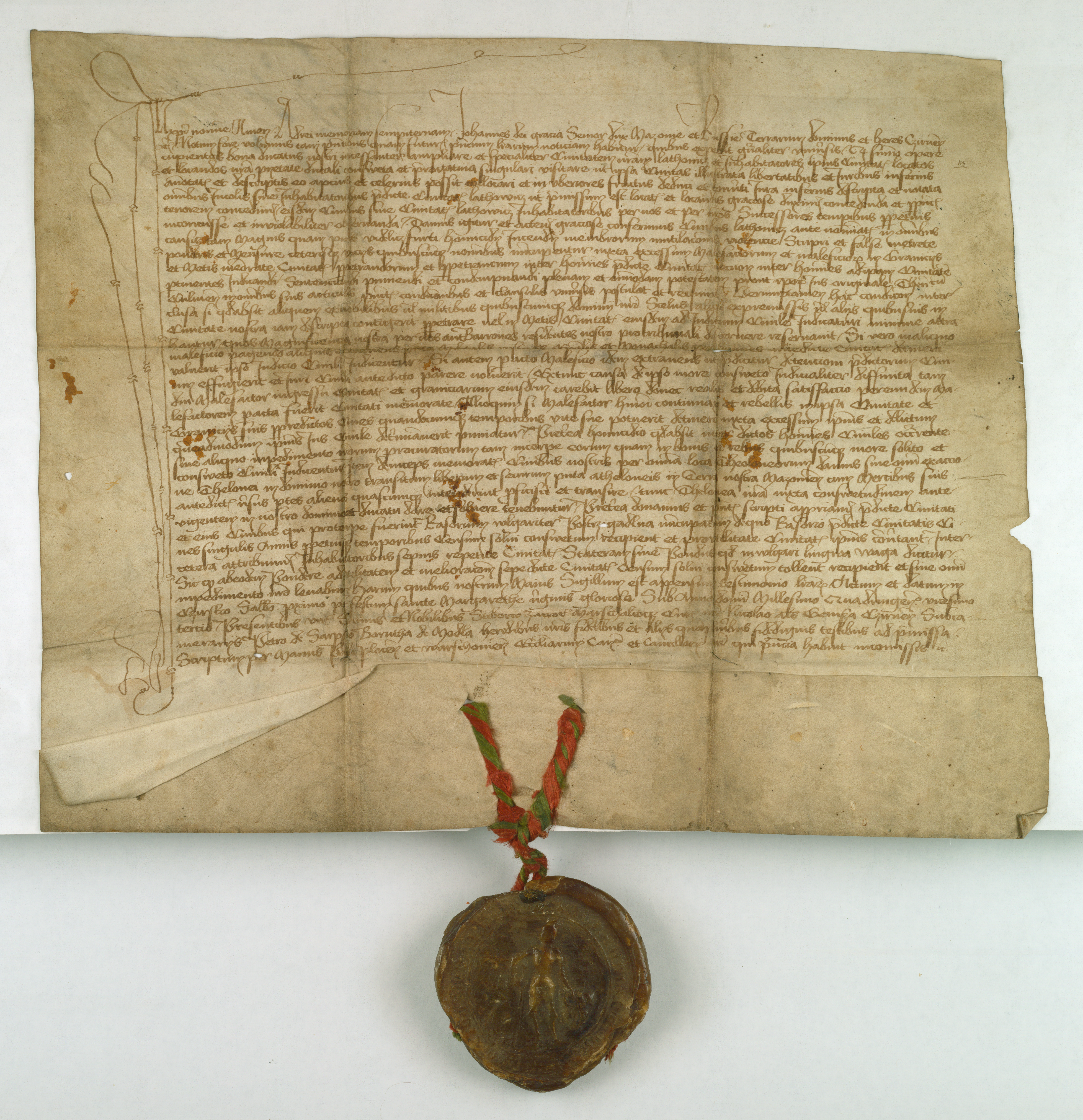
Janusz I Starszy, książę mazowiecki, nadaje miastu Latowicz uprawnienia sądownicze prawa chełmińskiego zwolnienia od cła oraz postrzygalnię i wagę (1423 r., dokument przechowywany w AGAD)

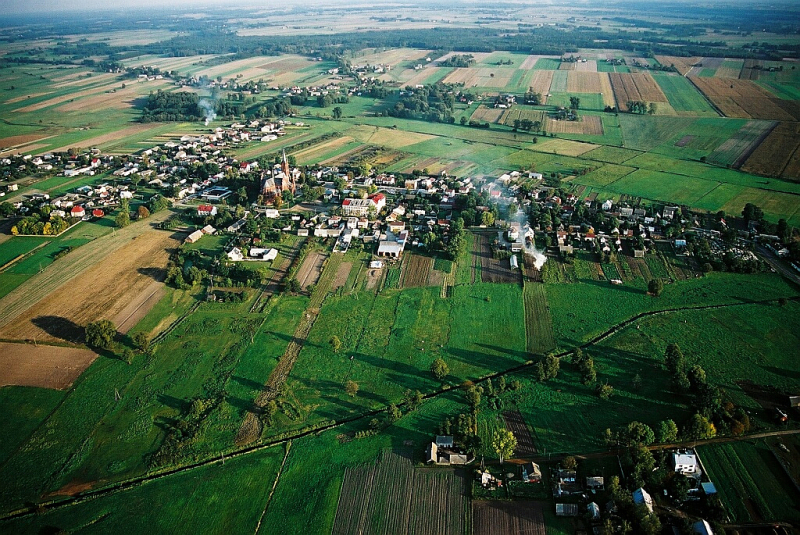
Latowicz, widok ogólny miasta

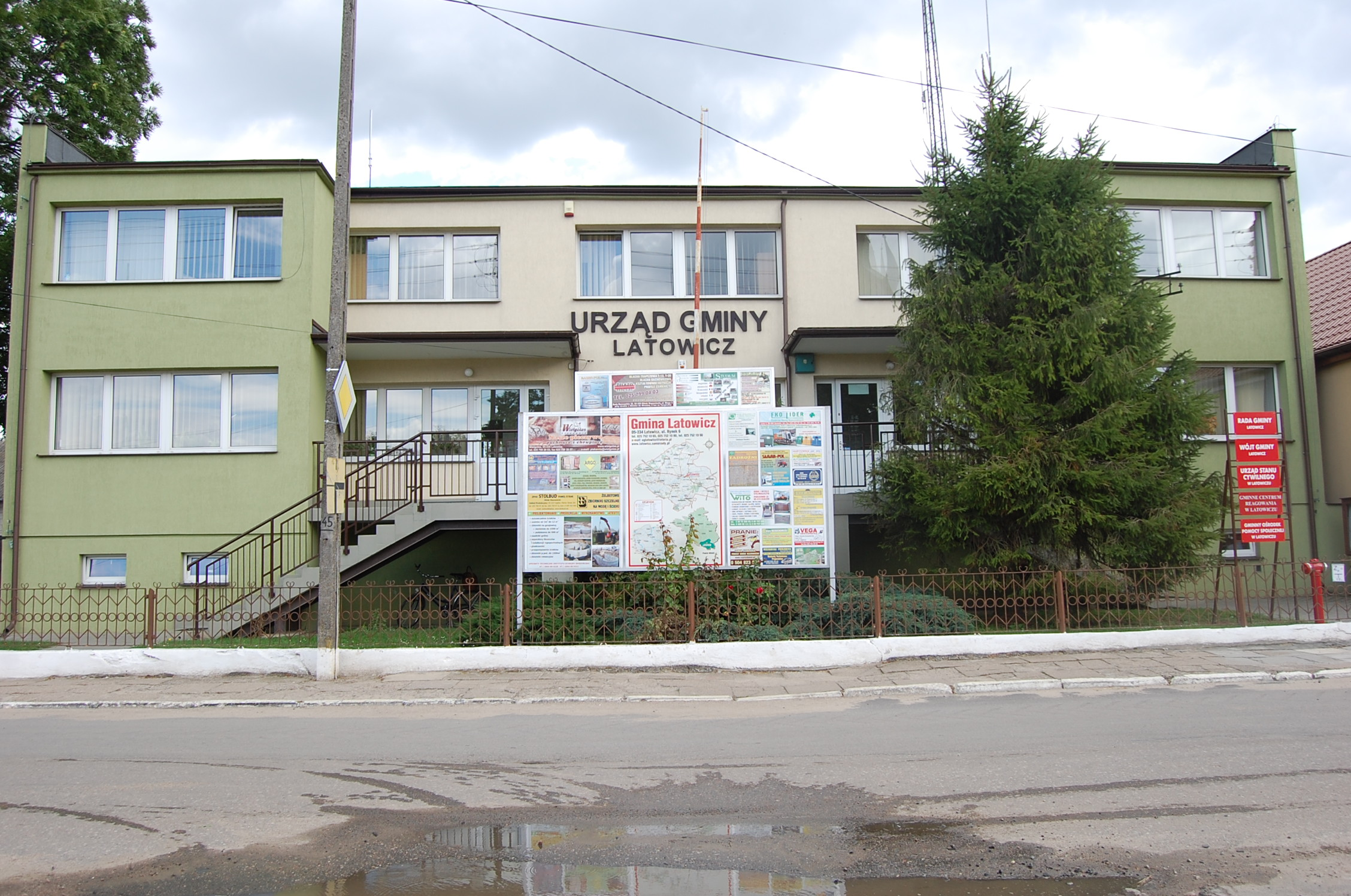
Urząd Gminy w Latowiczu – sławny z serialu „Ranczo” „Urząd Gminy Wilkowyje”

Latowicz – miasto w Polsce, w województwie mazowieckim, w powiecie mińskim, siedziba gminy miejsko-wiejskiej Latowicz, leżące nad rzeką Świder.
Administracyjnie na terenie Latowicza utworzono trzy sołectwa: Latowicz I, Latowicz II, Latowicz III.
Pod względem historycznym Latowicz leży na południowo-wschodnim Mazowszu, w dawnej ziemi czerskiej. W latach 1423–1870 Latowicz posiadał prawa miejskie. Miasto królewskie Korony Królestwa Polskiego. W drugiej połowie XVI wieku położone w powiecie garwolińskim ziemi czerskiej województwa mazowieckiego.
Zdegradowany do rangi wsi 31 maja 1870, utworzył jednoosadową wiejską gminę Latowicz. W Latowiczu znajdowała się także siedziba gminy Wielgolas. W latach 1954–1972 w gromadzie Latowicz, a od 1973 we współczesej gminie Latowicz. W latach 1975–1998 miejscowość administracyjnie należała do województwa siedleckiego. Status miasta odzyskał 1 stycznia 2023 roku.
Wieś jest siedzibą rzymskokatolickiej parafii Świętej Trójcy w Latowiczu.
| SIMC    | Nazwa     | Rodzaj       |
| ------- | --------- | ------------ |
| 0677642 | Góra      | przysiółek   |
| 0677659 | Kulaśnica | przysiółek   |
| 0677665 | Piaski    | część miasta |
| 0677671 | Rozstanki | przysiółek   |
| 0677688 | Wymyśle   | część miasta |

## Historia
Pierwsze wzmianki o Latowiczu pojawiły się w 1238 roku jako wsi w posiadaniu rodu Powałów. W 1300 roku należał do książąt mazowieckich – Siemowita II i Trojdena. W XI wieku założono tu parafię i wzniesiono pierwszy drewniany kościół pw. św. Wawrzyńca.
4 października 1420 roku Latowicz otrzymał prawa miejskie chełmińskie, a 17 lipca 1423 roku ich potwierdzenie od księcia mazowieckiego Janusza I Starszego. Latowicz otrzymał ławę, urząd burmistrza, sąd miejski, wytyczono obszerny rynek o wymiarach 260x180m, wybudowano ratusz, wagę, postrzygalnię, łaźnię miejską, ustanowiono cotygodniowe targi we czwartki i cztery jarmarki w roku. Mieszczanie zostali zwolnieni z opłat celnych i uposażeni w ziemię – 64½ włók, czyli 1155 ha. Otrzymali także lasy.
Latowicz otrzymał herb: Baranka Bożego z białą chorągiewką – symbol Zmartwychwstałego Chrystusa. W związku z lokacją miasta, w 1400 roku księżna mazowiecka Anna Konradowa wybudowała nowy, ogromny kościół. Następca księcia Janusza, Bolesław IV, potwierdził w 1434 roku przywilej lokacyjny i przywileje miasta.
Po wcieleniu Mazowsza do Korony w 1526 roku, miasteczko otrzymała królowa Bona, która wybudowała na miejscu dawnej rezydencji książęcej, nowy, drewniany dwór obronny. Latowicz był w jej posiadaniu w latach 1548–1556. Po śmierci Bony należał do jej córki i żony Stefana Batorego – Anny Jagiellonki, a później Konstancji – żony Zygmunta III.
Miasto rozwijało się. W 1565 roku posiadało 265 murowanych domów, brukowane ulice, liczyło 1500 mieszkańców i 102 rzemieślników zorganizowanych w trzy cechy: kuśnierski, szewski i krawiecki. Staw okalający miasto był największy na Mazowszu, na grobli wybudowano dwa młyny.
W XVII wieku w Latowiczu poza kościołem parafialnym były jeszcze trzy inne świątynie: św. Ducha, św. Wawrzyńca i kościółek przyszpitalny św. Ducha. W 1613 roku spłonął kościół parafialny i nowy, drewniany z bloków sosnowych, wybudował ks. Stanisław Falęcki.
Rozwojowi miasta sprzyjały przywileje: księżnej mazowieckiej Anny z lat: 1508, 1509 i 1532, księcia mazowieckiego Konrada z 3/4 czerwca 1502 roku, a następnie królów: Zygmunta I Starego – 1540 rok, Stefana Batorego – 1579 rok, Zygmunta III – 1596 i 1599 rok, Władysława IV – 1633 rok, Jana Kazimierza – 1649 rok, Michała Korybuta Wiśniowieckiego – 1670 rok, Jana III Sobieskiego – 1678 rok, Augusta II – 1725 rok, Augusta III – 1744 rok i Stanisława Augusta Poniatowskiego – 1774 rok. Łącznie miasto otrzymało 18 przywilejów, na mocy których obdarzane szczególnymi wolnościami i licznymi jarmarkami, mogło się szybko rozwijać. W XVII wieku funkcjonowały: waga, postrzygalnia, łaźnia miejska i topialnia wosku.
Latowicz wyniszczyły XVII-wieczne wojny, a głównie potop szwedzki. W 1660 roku w mieście ocalało 18 domów, 100 mieszkańców i 8 rzemieślników. Upadły cotygodniowe targi. Ziemia leżała odłogiem – z 64½ włók uprawiano tylko 18. Kościół i obiekty użyteczności publicznej zostały zniszczone.
W XVIII wieku Latowicz należał do rodziny Czartoryskich: w latach 1733–1771 do księcia Augusta Aleksandra, a następnie w latach 1771–1790 do jego syna Adama Kazimierza. August Aleksander Czartoryski ufundował w latach 1733–1737 nowy kościół pw. św. Walentego. Rozebrano go w 1918 roku W XVIII w. powstały bractwa przykościelne, które prowadziły działalność dobroczynną, ascetyczną i charytatywną.
Miasto powoli rozwijało się. W 1777 roku liczyło 166 domów i blisko 1000 mieszkańców. W Latowiczu stacjonowała chorągiew Kawalerii Narodowej. W wyniku trzeciego rozbioru Polski 24 października 1795 roku Latowicz znalazł się pod zaborem austriackim. Rabunkowa gospodarka zaborcy doprowadziła do spustoszenia. Austriacy wycięli lasy pomiędzy Latowiczem i Oleksianką. Mieszkańcy sami musieli od nowa zalesić lub zadarnić odsłonięte wydmy.
W 1809 roku Latowicz znalazł się w granicach Księstwa Warszawskiego. W 1812 roku przez miasteczko przemaszerowały wojska Napoleona. Podczas powstania listopadowego, 14 lutego 1831 roku w rejonie rozegrała się bitwa pod Stoczkiem, a w dniach 6–9 kwietnia 1831 roku wojska polskie przemieściły się w rejon Latowicza. Przyjechał sam naczelny wódz gen. Jan Skrzynecki. Stacjonowały tu dwie dywizje i sześć szwadronów. 9 kwietnia w Wielgolesie znajdowała się kwatera główna wojsk powstańczych i stacjonował prezes rządu polskiego książę Adam Czartoryski. Mieszkańcy regionu pomagali wojsku polskiemu i wstępowali w jego szeregi. 9 kwietnia z Latowicza wymaszerowali ze swoimi dywizjami: Wojciech Chrzanowski – do Łukówca i Ignacy Prądzyński – do Wodyń, kierując się na Iganie, gdzie 10 kwietnia 1831 roku została stoczona zwycięska bitwa.
W latach 1831–1832 stacjonował w miasteczku 23. Oddział Artylerii i Oddział Gwardii Narodowej tzw. ruchomej (20. Pułk Piechoty). Podczas powstania styczniowego w regionie działały oddziały ks. Stanisława Brzóski, Marcina Borelowskiego z Siennicy i ppor. Pawła Ługowskiego z Latowicza. Powstańcy stoczyli z Rosjanami bitwy i potyczki: pod Wielgolasem (23 lutego 1863 roku), pod Kamionką (11 marca 1863 roku), pod Łukówcem (15 marca 1863 roku), pod Kuflewem (4 kwietnia 1863 roku), pod Waliskami (18 października 1863 roku). Ppor. Paweł Ługowski dowodził dobrze uzbrojonym w broń białą i palną 30-osobowym oddziałem Latowiczan i był jedynym oficerem współpracującym z ks. Brzóską. Z powstańcami współpracował proboszcz latowicki ks. Antoni Stępowski.
Car Aleksander II dnia 1 czerwca 1869 roku za udział Latowiczan w powstaniu odebrał osadzie prawa miejskie. Przyczyniły się też do tego upadek ekonomiczny i działania burmistrzów na szkodę miasta. W 1888 roku został założony nowy cmentarz.
W dniach 7 i 13 listopada 1905 roku miały miejsce w Latowiczu masowe wystąpienia – mieszkańcy domagali się polskiej szkoły. W latach 1899–1911 wybudowano murowany, neogotycki kościół według projektu arch. Józefa Piusa Dziekońskiego, a dzięki staraniom ks. Piotra Godlewskiego i ks. Józefa Rauby. Kościół pw. św. Walentego i św. Trójcy liczy 66 m wysokości i może pomieścić 6 tys. osób. Główny ołtarz wykonany został w 1922 r. dzięki staraniom ks. Stefana Bakalarczyka. Boczne ołtarze pochodzą z poprzedniego kościoła.
Ochotnicza Straż Pożarna w Latowiczu została założona 10 stycznia 1909 roku. Pod przykrywką działalności pożarniczej, działała Polska Organizacja Wojskowa. Komendantem 20-osobowego oddziału był Kazimierz Mroziński. Strażacy-peowiacy przechodzili szkolenia i doskonalili sprawność, oczekując na sprzyjające warunki, aby wystąpić do walki z zaborcą. W listopadzie 1918 roku, rozbroili posterunek żandarmerii niemieckiej, kończąc tym pierwszą wojnę światową w regionie. Po bezkrwawym rozbrojeniu 35 żandarmów, udali się do Seroczyna, gdzie również rozbroili Niemców, a następnie do Stoczka, gdzie doszło do bitwy. Zginął w niej Ignacy Brauliński z Chyżyn. W wojnie polsko-bolszewickiej wzięło udział ok. 40 mieszkańców Latowicza, którzy ochotniczo zaciągali się do Wojska Polskiego.
W XX-leciu międzywojennym wybudowano w Latowiczu murowany budynek szkoły podstawowej (w latach 1936–1937) i mleczarnię (1935–1936). Dzięki staraniom wikariusza ks. Walentego Szufladowicza założono elektryczność (1929–1932), wybudowano cegielnie na Piaskach i na Kulaśnicy oraz założono Spółdzielnię Spożywców – późniejszy GS. Działało wiele organizacji społecznych: Stowarzyszenie Młodzieży Katolickiej, Akcja Katolicka, Caritas, ministranci, chór, Ochotnicza Straż Pożarna wraz z orkiestrą, Biel, spółdzielnia mleczarska, koło rolnicze, drużyny harcerskie. Działalność bibliotekarską prowadził Antoni Kuźniarski, który już ok. 1891 roku założył miejscową Bibliotekę Publiczną.

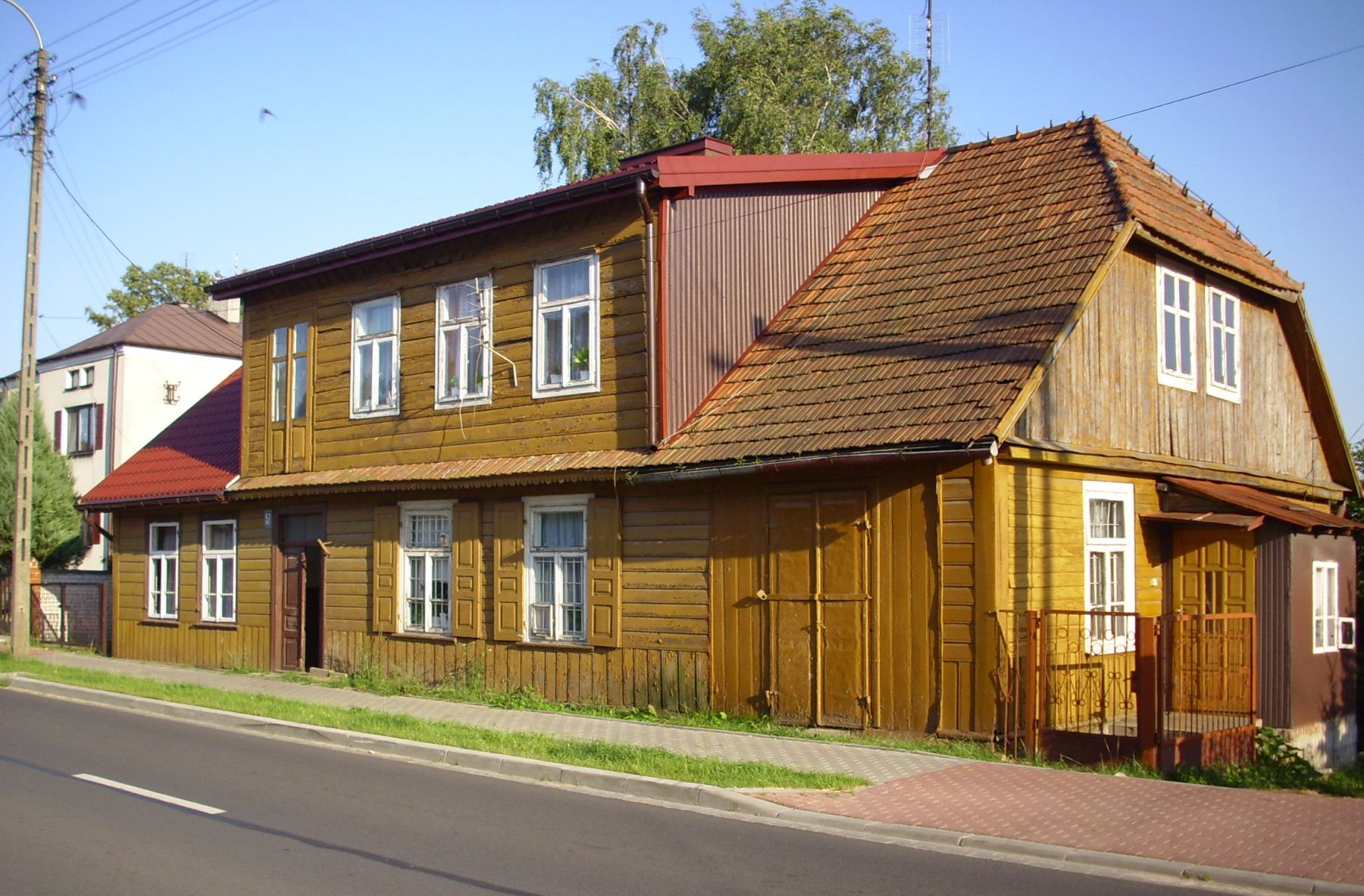
Charakterystyczny dom przy ul. św. Ducha

W okresie międzywojennym zabudowa Latowicza była drewniana, dość zwarta. Region miał charakter typowo rolniczy, a Latowicz skupiając licznych rzemieślników (szewców, młynarzy, rzeźników, kowali, cieśli, ślusarzy) i sklepy spełniał funkcje usługowe. W strukturze zawodowej mieszkańców Latowicza, 70% stanowili rolnicy, 20% – rzemieślnicy, 10% – wyrobnicy (najemni robotnicy). W Latowiczu były 2 karczmy-restauracje, 5 piekarń, 7 sklepów, 6 wiatraków, 2 młyny motorowe. Duże odpusty i targi słynne były na całą okolicę. Latowicz liczył 2,5 tys. mieszkańców. W Latowiczu zamieszkiwało blisko 50 rodzin żydowskich. Żydzi stanowili blisko 15% mieszkańców miasteczka. W 1932 miejscowy szewc Jan Czerwiński ps. „Gruby Jan” zainicjował powstanie we wsi koła Lewicy Stronnictwa Ludowego i „Wici-Świt”, we wrześniu 1932 roku zorganizował strajk chłopski.
Podczas II wojny światowej pierwszy nalot bombowy na Latowicz miał miejsce 8 września 1939 roku. Niemcy zrzucili bomby na kościół. W następnych dniach były kolejne bombardowania i ostrzeliwanie ludności cywilnej z samolotów. Część Latowicza spłonęła. Niemcy wkroczyli do Latowicza 17 września. 14 lutego 1941 roku Niemcy, mając listę z nazwiskami, aresztowali dziewięciu mieszkańców Latowicza, w tym siedmiu dawnych POW-iaków. Zostali oni przewiezieni na Pawiak i do Oświęcimia, gdzie ośmiu z nich zamordowano. Byli to: Władysław Czerniawski, Piotr Dzięcioł, Feliks Dziubacki, Stanisław Dziubacki, Jan Kaczorek, Kazimierz Mroziński, Ludwik Nakonieczny, Bolesław Wzorek.
Podczas okupacji hitlerowskiej, w listopadzie 1941 roku Niemcy utworzyli getto dla żydowskich mieszkańców. Przebywało w nim około 700 Żydów. 14 października 1942 roku zostali wywiezieni do obozu zagłady Treblinka II i tam zamordowani.
Armia Krajowa prowadziła akcje skierowane przeciwko okupantowi oraz rabusiom i kolaborantom. Ważniejsze akcje przeprowadzone przez AK Ośrodka III Latowicz, to: zniszczenie gorzelni w Kuflewie, rozbicie Arbeitsamtu w Mińsku Mazowieckim, wykolejenia pociągów w Zabieżkach i Mrozach, likwidacja wójta gminy Wielgolas i gestapowca Schmidta w Mińsku Mazowieckim. Największą tragedią regionu była „Wielka Wsypa”. Dnia 12 lutego 1944 roku Niemcy zatrzymali łącznika AK Janka Paruzela w Budach Wielgoleskich. Chłopiec pomimo tortur nikogo nie wydał, ale Niemcy odnaleźli kartę rowerową wystawioną na Z. Żółtka. Następnego dnia aresztowali Zygmunta Żółtka, który chcąc się ratować, podawał nazwiska. Po trzech dniach Niemcy aresztowali ponad 100 osób z powiatu mińskiego. Byli to żołnierze AK i osoby nie związane z ruchem oporu. Uwięzili ich i torturowali w budynku szkoły w Latowiczu. Nocą 19/20 lutego 1944 roku żołnierze AK pod dowództwem por. Władysława Klimaszewskiego podjęli akcję odbicia więźniów, która zakończyła się niepowodzeniem. 20 lutego 1944 roku Niemcy wywieźli więźniów z Latowicza do obozów zagłady, gdzie 82 zginęło. W dniach 24 i 25 lutego 1944 roku miała miejsce akcja odwetowa Niemców, którzy zamordowali mieszkańców Iwowego: Kosut Bronisław, Kosut Jan, Kosut Władysław, Ositek Kazimierz, Pazura Jan, Zaborowski Henryk. W dniach 27/28 lipca 1944 roku Latowicz został zajęty przez Armię Czerwoną. Niemcy planowali obronę punktową, okopali się, na wieży kościoła umieścili snajpera. Gdy nastąpił oskrzydlający atak sowietów, wycofali się. Uciekając, zaminowali kościół, wysadzili 2 mosty na rzece Świder, rabowali konie, wozy i zboże. Front przeszedł błyskawicznie, rankiem 28 lipca w regionie byli już Sowieci.
Po wojnie odbudowano Latowicz: lecznicę dla zwierząt, budynek gminny, bazę GS, ośrodek zdrowia, piekarnię GS, bank spółdzielczy, pocztę, zlewnię mleka, pawilon w rynku, drugie skrzydło szkoły, Nowe Osiedle w Latowiczu, POM, Kółko Rolnicze, filię zakładów maszynowych «Ursus».
22 czerwca 1945 roku został zamordowany szewc i działacz komunistyczny Jan Czerwiński ps. „Gruby Jan”, 13 kwietnia 1946 roku został zastrzelony komendant latowickiego komisariatu Milicji Obywatelskiej Władysław Bakuła. Narastający konflikt komuniści – Kościół miał odzwierciedlenie w Latowiczu w postaci incydentów w latach: 1951 i 1971. Pomimo prześladowań 95% mieszkańców regionu uczestniczyło w życiu religijnym, powiększono Nowy Cmentarz o tzw. „Przypust”.
Po 1989 roku miały miejsce negatywne procesy społeczno-demograficzne: wyludnianie, starzenie się społeczności, emigracja ludzi młodych i wykształconych. Proces prywatyzacji doprowadził do upadku i ruiny mleczarni w Latowiczu, upadku lokalnych punktów skupu mleka, ośrodka maszyn rolniczych i koła rolniczego, filii «Ursusa», powolnego upadku sieci sklepów GS.
W latach 1989–2010 władze samorządowe przeprowadziły wiele udanych inwestycji, jak: wybudowanie sieci wodociągów i kanalizacji, oczyszczalni ścieków, urządzenie gminnego wysypiska odpadów, doprowadzenie gazu do znacznej części gminy. Przeprowadzono także telefonizację i stworzono sieć telefonii komórkowej, rozbudowano i zmodernizowano szkoły w Latowiczu oraz sieć dróg gminnych (wyasfaltowano drogi pomiędzy prawie wszystkimi miejscowościami w gminie Latowicz). Nastąpił rozwój przedsiębiorczości prywatnej, usług, sieci prywatnych sklepów i sieci transportowej – firma «Rapit» zapewniła rozwój komunikacji.
W 2022 roku w Latowiczu zrodziła się inicjatywa odzyskania praw miejskich. W związku z tym, w dniach 15 stycznia – 25 lutego 2022 roku w gminie przeprowadzane były konsultacje społeczne w tej sprawie. W konsultacjach on-line wzięło udział 10 osób, z których 9 (90%) było za, a 1 (10%) przeciw. Uprawnionych do głosowania na terenie gminy były 4164 osoby. W głosowaniu udział wzięły 362 osoby, z czego 5 głosów było nieważnych (frekwencja 7,31%). Za nadaniem Latowiczowi statusu miasta oddano 283 głosy (79,27% ważnych głosów), przeciwko było 53 głosujących (14,85%), a 21 osób wstrzymało się (5,88%). W Latowiczu uprawnionych do głosowania było 1069 osób, z czego udział w konsultacjach wzięło 200 mieszkańców (frekwencja 16,21%). Ze 195 ważnie oddanych głosów 158 było „za” (81,03%), przeciw – 31 (15,9%), a 6 osób się wstrzymało (3,07%). Na XXXIV sesji Rady Gminy w marcu 2022 podjęto uchwałę w sprawie wystąpienia z wnioskiem o nadanie statusu miasta miejscowości Latowicz. 1 stycznia 2023 roku doszło do przywrócenia statusu miasta.

## Obiekty historyczne

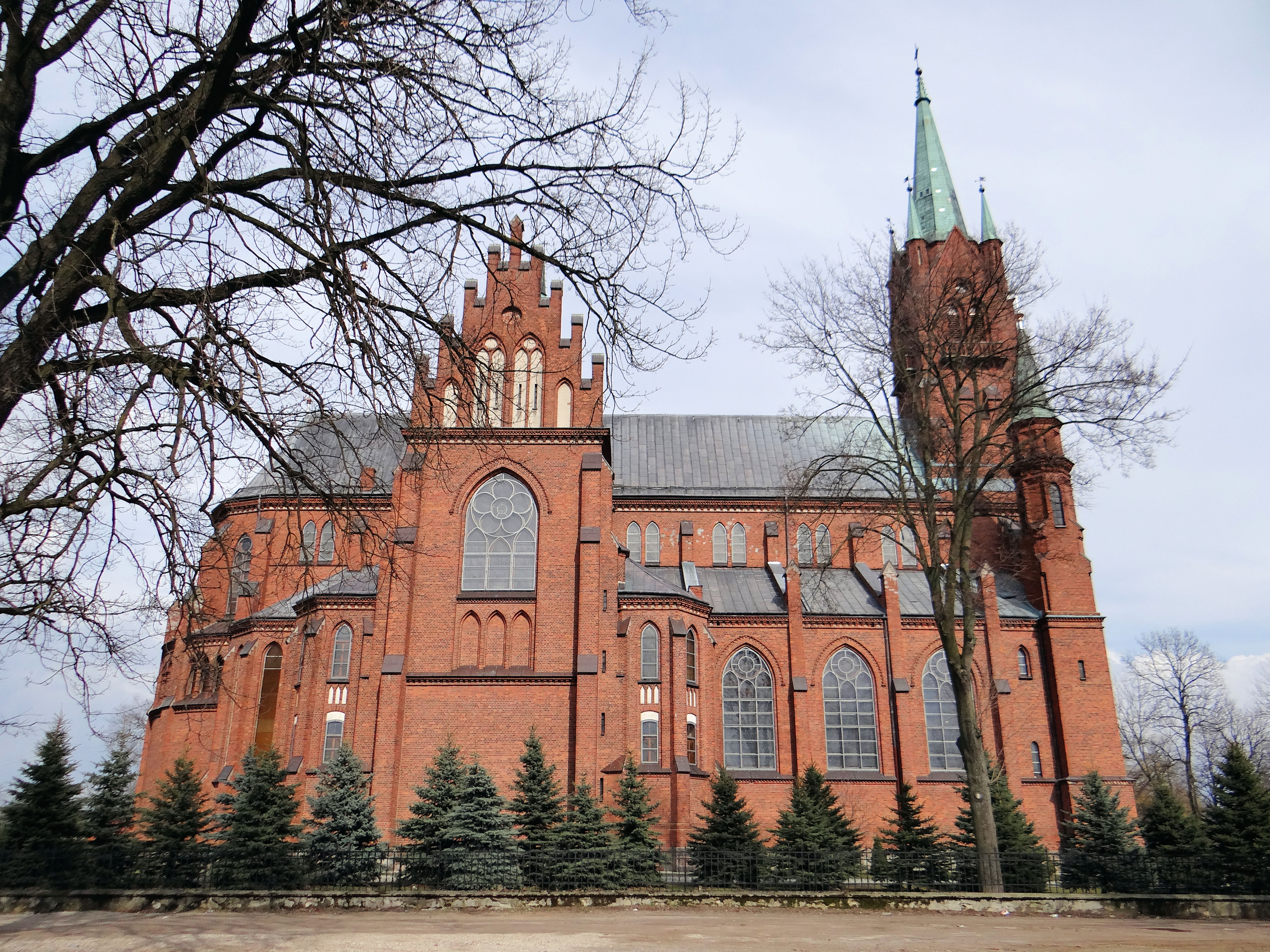
Neogotycki kościół w Latowiczu

- Neogotycki kościół pw. św. Walentego i św. Trójcy – wzniesiony według projektu architekta Józefa Piusa Dziekońskiego; wybudowany w latach 1899–1911 dzięki staraniom ks. Piotra Godlewskiego i ks. Józefa Rauby, otoczony murem z początków XX wieku.
- Stary Cmentarz – założony na przełomie XVII/XVIII w., bramę i kamienne ogrodzenie wykonano w 1866 r. Najstarsze mogiły: S. Wierzbickiego, Krzewińskich, Kacpra Osińskiego, Aleksandry Arensom, Aleksandra Plucińskiego, Maryjki Hornowskiej i Franusi pochodzą z drugiej połowy XIX w. Niestety wiele z tych zabytkowych mogił na początku XXI w. zostało zniszczonych i pozostały po nich tylko fotografie(!). Na Starym Cmentarzu jest mogiła Nieznanego Żołnierza z 1918 r., w której spoczywają prochy 3 żołnierzy polskich, 2 niemieckich i Żyda, którzy zginęli w czasie I wojny światowej i wojny polsko-bolszewickiej.
- Nowy Cmentarz – założony w 1888 r., w 1950 r. powiększony o Przypust. Najstarsze groby z końca XIX w.: Wawrzyńca Obłozy, Władysława Pieśko, Petroneli Słomczyńskiej, Wołkowieckich, Walewskich, a także ludzi zasłużonych dla regionu: Franciszka Ostrowskiego – ostatniego burmistrza Latowicza, ks. Godlewskiego, ks. W. Szufladowicza, A. Kuźniarskiego, ks. Dziugła. Grób Nieznanego Żołnierza z 1939 r., w którym spoczywa 14 żołnierzy poległych podczas kampanii wrześniowej, a w rogu cmentarza mogiła uchodźców poległych w 1939 r. podczas bombardowań. Grób Nieznanego Żołnierza znajdował się początkowo w rynku przy kościele, lecz podczas okupacji Niemcom nie podobało się, że zawsze były na nim świeże kwiaty, i nakazali przenieść w róg cmentarza. Na cmentarzu znajduje się kamienna tablica z napisem: „Synowi Największemu Męczennikowi, Wyznawca Ojciec, 1909 r. – O PIE DEFUNCTIS MISERIS SUCCURE VIATOR” – to mogiła Leonarda Stanisława Bojanka-Żukowskiego zamordowanego przez Rosjan.
- Dwie kapliczki – murowane, słupowe, dwukondygnacyjne z połowy XIX w., usytuowane w rynku.

## Burmistrz
- Bogdan Świątek-Górski (od 2023)[21][22]

## Osoby związane z Latowiczem
- Jan Maria Michał Kowalski – założyciel Kościoła Katolickiego Mariawitów i święty tego Kościoła.
- Mikołaj z Latowicza – duchowny katolicki, wykładowca Akademii Krakowskiej[23]
- Antoni Anusz – polski polityk i publicysta
- Antoni Kuźniarski – działacz społeczny, bibliofil i bibliotekarz
- Kazimierz Mroziński – działacz społeczny i niepodległościowy, żołnierz Wojska Polskiego

## Odniesienia w kulturze
W gminie Latowicz i w okolicach kręcono niektóre sceny do serialu „Ranczo” oraz filmu „Ranczo Wilkowyje”.